# رايلي ديكسون
رايلي ديكسون (بالإنجليزية: Riley Dixon) هو لاعب كرة قدم أمريكية أمريكي، ولد في 24 أغسطس 1993 في أونيدا في الولايات المتحدة.

## وصلات خارجية
- رايلي ديكسون على موقع مرجع كرة القدم المحترفة.كوم (الإنجليزية)
- رايلي ديكسون على موقع كلية كرة القدم في سبورتس رفرنس.كوم (الإنجليزية)